# Walpole (Insel)
Walpole (französisch Île de Walpole) ist die südöstlichste Insel der Gruppe der Loyalitätsinseln. Walpole liegt 180 km östlich von Neukaledonien im Südpazifik. Die unbewohnte Insel ist in Nord-Süd-Richtung circa 3,5 km lang und zwischen 0,3 km und 0,9 km breit. Ihre Fläche beträgt ca. 2,0 km². Walpole ist zwar geographisch Teil der Loyalitätsinseln, gehört aber verwaltungsmäßig nicht zur Provinz der Loyalitätsinseln und auch zu keiner Kommune, wohl aber zum Überseegebiet Neukaledonien.

## Geschichte
Am 17. November 1794 entdeckte der britischen Handelskapitän Thomas Butler die Insel und benannte sie Walpole, nach seinem Schiff, mit dem er Waren nach New South Wales gebracht hatte. Kapitän Herskine landete 1850 auf der Insel. Von 1910 bis 1936 wurde auf Walpole Guano abgebaut. Damals lebten hier ca. 300 Menschen. Heute ist Walpole unbewohnt und wird nur selten von wissenschaftlichen Forschungsexpeditionen besucht. Es wurden Nachweise für eine Besiedlung durch Menschen der Lapita-Kultur seit ca. 800 v. Chr. auf der Insel Walpole gefunden.

## Geografie
Walpole ist ein gehobenes Atoll vulkanischen Ursprungs. Die Insel besteht hauptsächlich aus einem Plateau mit senkrechten Felswänden und schmalen Küstenstreifen im Südwesten und Nordwesten, der südliche Teil der Insel ist mit verkümmerten Bäumen bewachsen. Es gibt keine Süßwasserquellen.

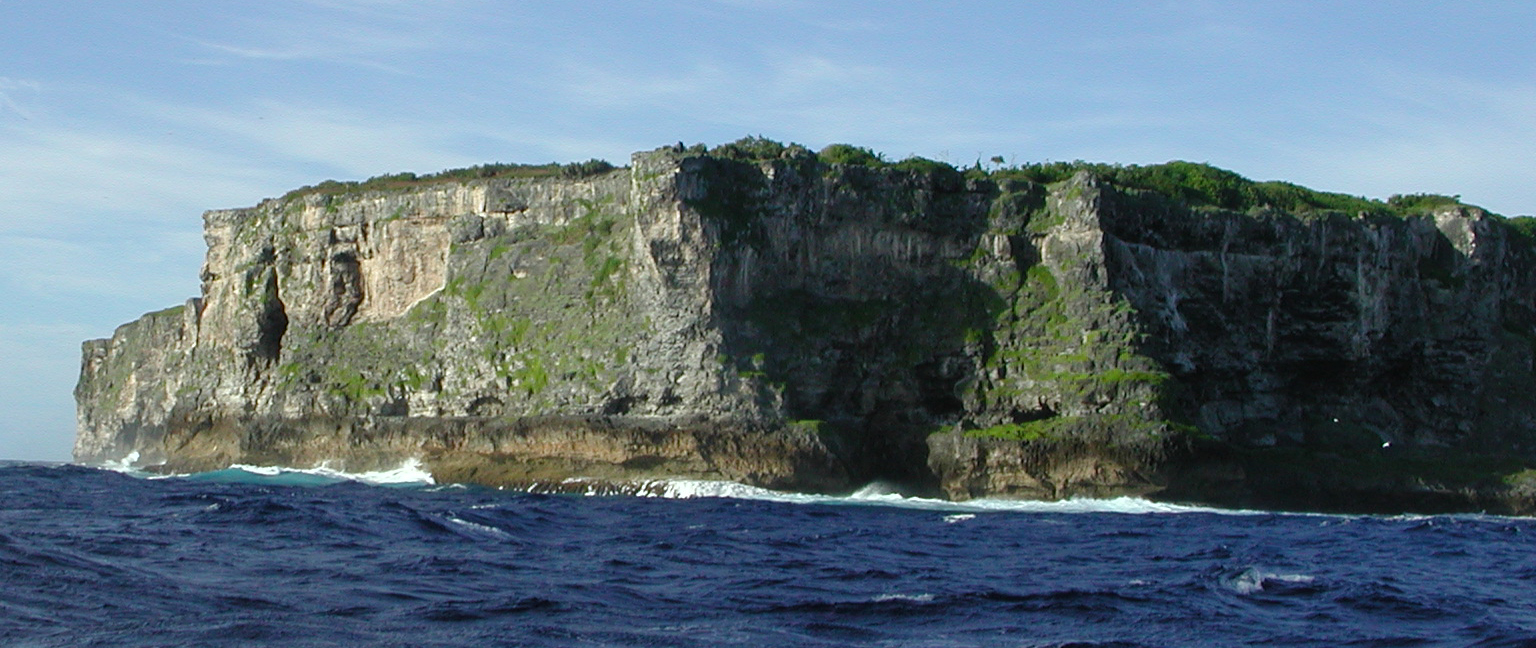
Walpole, Windseite Ostküste.
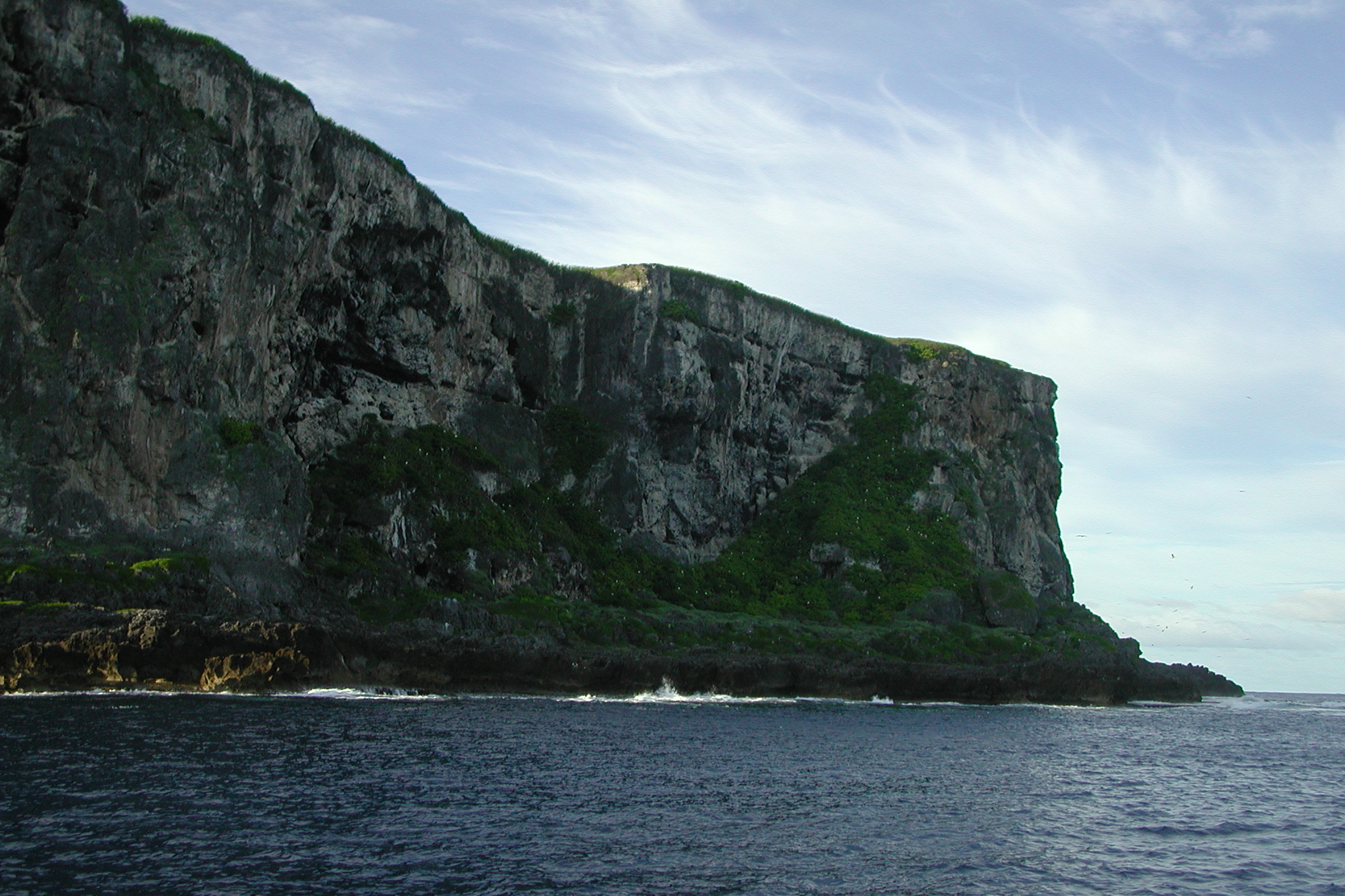
Walpole, Leeseite Westküste.
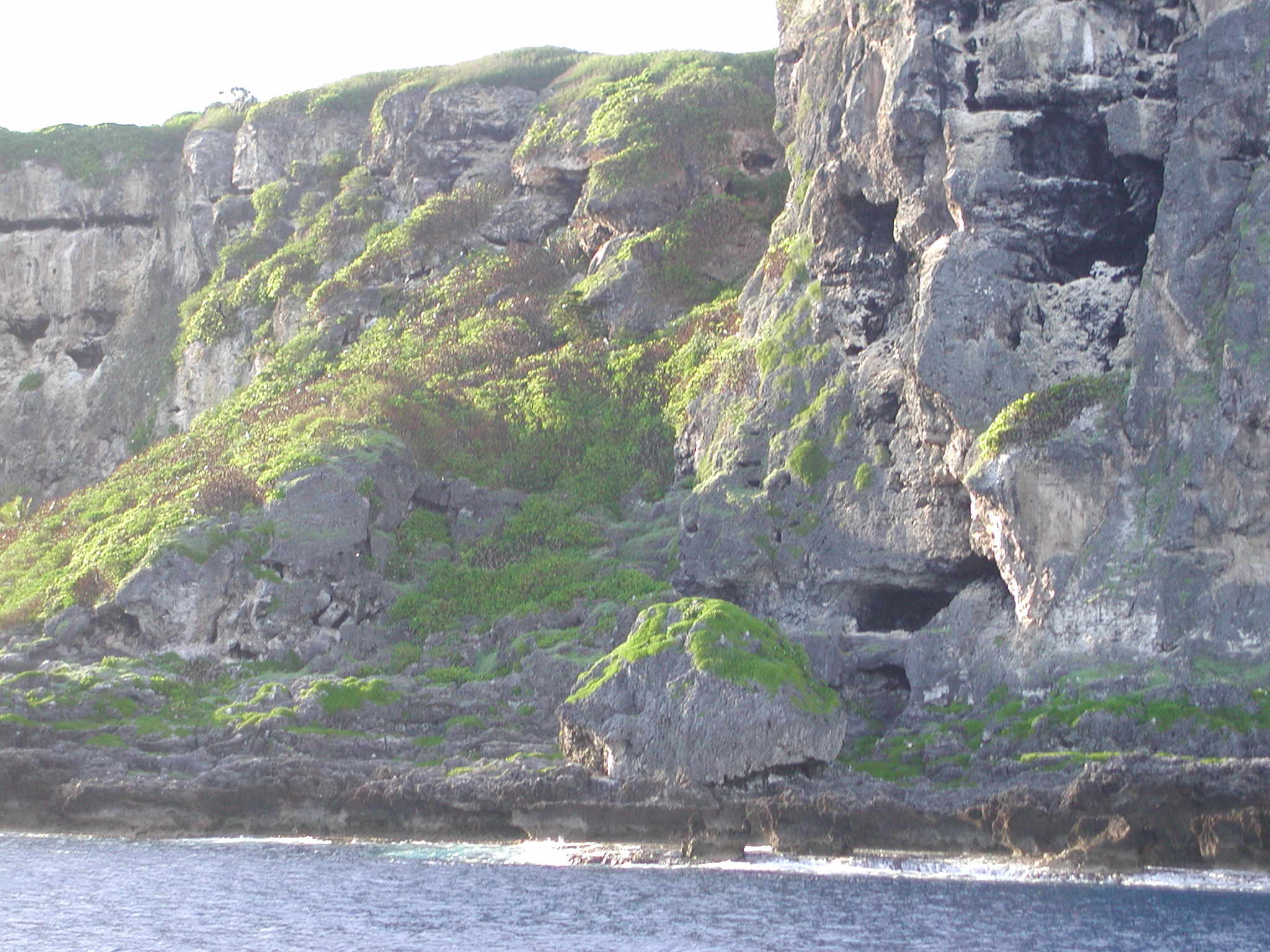
Walpole, Westküste, Gerölle.
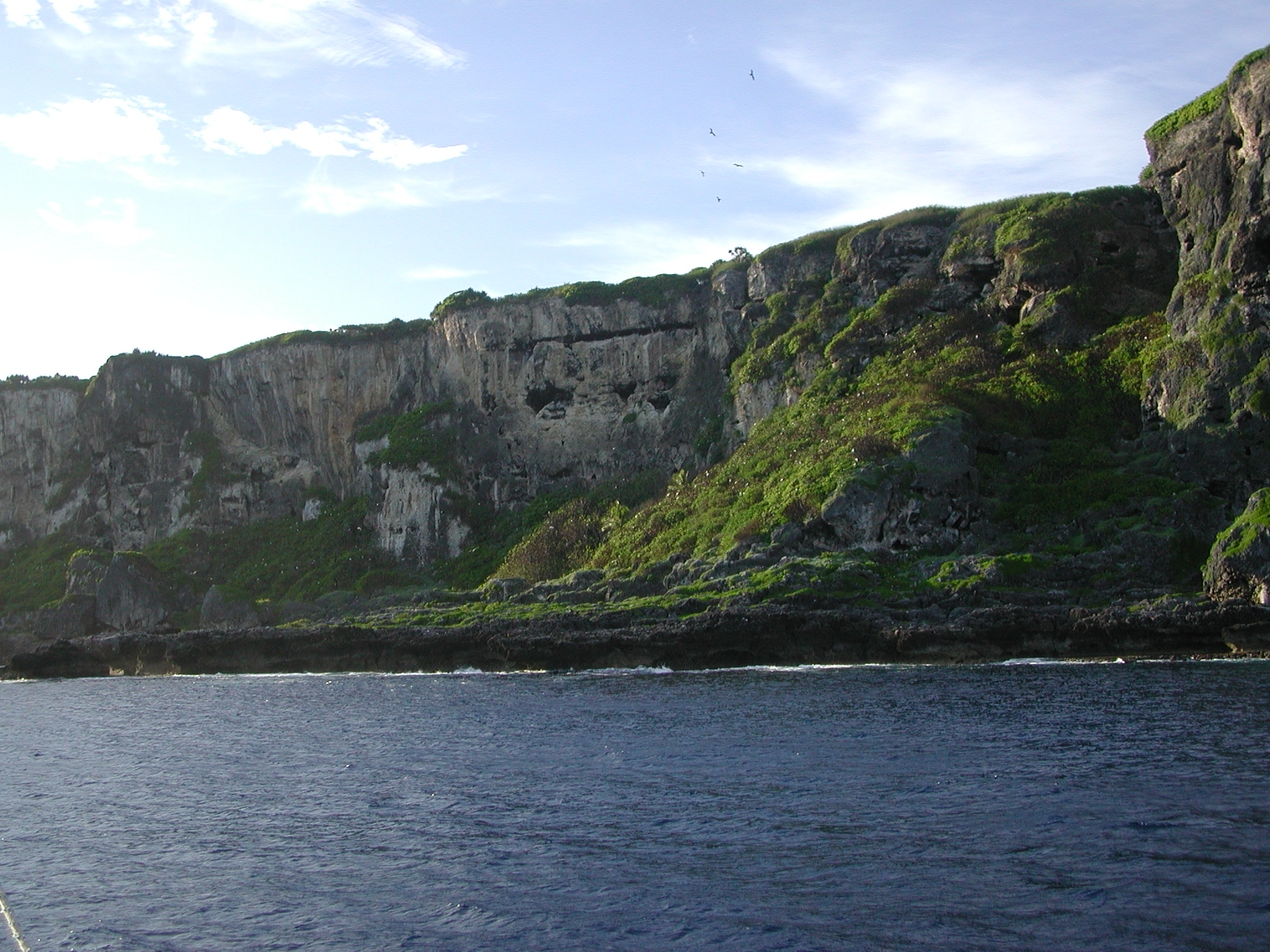
Walpole, Leeseite Westküste.